# Ревушки
Ревушки (укр. Ревушки) — село в Турийской поселковой общине Ковельского района Волынской области Украины.
До 2020 года входило в Турийский район.
Код КОАТУУ — 0725580403. Население по переписи 2001 года составляет 190 человек. Почтовый индекс — 44843. Телефонный код — 3363. Занимает площадь 1,016 км².